# Neopygoplus jacobsoni
Neopygoplus jacobsoni is een hooiwagen uit de familie Assamiidae.